# Noedes
Noedes (IPA: [nu'eðəs], oficialment en francès Nohèdes) és una comuna de la Catalunya del Nord, a la comarca del Conflent.
La comuna de Noedes comprenia el poble d'hàbitat dispers de Montellà, actualment deshabitat i pràcticament desaparegut. En el terme hi ha els "gorgs (o estanys) de Noedes", que comprenen el Gorg Estelat i el Gorg Blau, citats al Canigó, de Jacint Verdaguer (el tercer estany que cita Verdaguer és el Gorg Negre, que és proper, però en terme d'Oleta i Èvol). També hi ha el Bosc Comunal de Noedes - Orbanyà, a cavall entre aquesta comuna i la d'Orbanyà, el Bosc Comunal de Noedes i la Reserva Natural de Noedes.

## Etimologia
Joan Coromines relaciona el topònim Noedes amb el mot comú llatí nux (nou i noguera), a través del derivat nuceta, plural de nucetum (lloc plantat de nogueres). D'altra banda, exclou, i titlla de fantasiosa, l'etimologia proposada per Joan Amades, que feia derivar el nom del poble de l'Arca de Noè perquè, suposadament, hauria reposat en un cingle proper (llegenda existent a la zona).

## Geografia

### Localització i característiques generals del terme

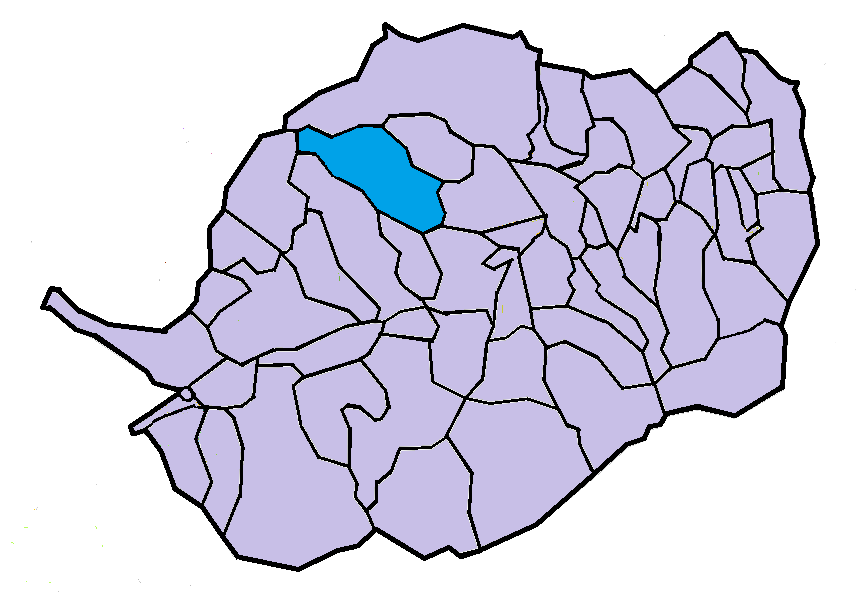
Situació de la comuna de Noedes en el Conflent

El terme comunal de Noedes, de 309.100 hectàrees d'extensió, és situat a l'esquerra de la vall de la Tet, al fons de la vall d'un dels dos rius que formen el Callan, la Ribera de Noedes i, per tant, bastant apartat a l'esquerra de la Tet. Està situat al nord-oest del centre de la comarca.
El terme de Noedes està conformat per una sola vall: la de la Ribera de Noedes. Exactament, la vall alta d'aquesta ribera, ja que la baixa pertany al terme de Conat. Aquesta vall alta abraça des del circ de muntanyes on es forma, fins a poc després de deixar enrere el poble de Noedes. L'extrem nord-oest del terme és el circ on es troben dos dels tres estanys cantats per Jacint Verdaguer en el Cant XII del Canigó: el Gorg Blau i el Gorg Estelat, que recullen totes les aigües d'un circ format per muntanyes molt altes: des de la Collada del Gorg Negre, a 2.138,3 m alt, al sud-est d'aquest circ de muntanyes, passant per Pinosell, cap a la Serra de la Balmeta, de 2.326 m alt, a l'extrem sud-oest d'aquest circ, continuant per la carena que vers el nord va pujant pel Roc Pla cap al Roc Negre, de 2.459, continuant ara cap a llevant per la carena oriental del Roc Negre cap al Roc Maria i el Serrat de la Roqueta i, finalment, continuant per la Conquesta fins al Bernat Salvatge.
Fora d'aquest circ de muntanyes que forma l'extrem nord-oest del terme de Noedes, la resta de muntanyes que emmarquen la vall del mateix nom presenta també muntanyes d'una alçada considerable, si bé no tant com les esmentades en el paràgraf anterior. El límit nord, termenal amb Mosset, el forma la Muntanya dels Miquelets, passant pel Roc dels Miquelets i el Coll de Planyàs (o de Planyes) fins al Pic de Portapàs, carena que al voltant dels 2.000 m alt va davallant fins als 1.795,7 del Pic de Portapàs.
El límit nord-est de la vall i del terme de Noedes, ara al límit amb Orbanyà, és una carena que arrenca del Pic de Portapàs i davalla cap al Roc de Peirafita, de 1.569,3 m alt, coll, de 1.423,6, i Pic de la Mosquetosa, de 1.454,4, Pic del Lloset, de 1.365,2, Pic de la Serra, de 1.200,5, i Coll de Marçac, de 1.046,8, des d'on el termenal baixa cap al fons de la vall, primer cap al sud-oest i després cap al sud, per tal de tancar per llevant el terme de Noedes, seguint una carena secundària de la serra abans esmentada tot baixant cap al fons de la vall de la Ribera de Noedes.
Al sud, des del triterme amb Censà i Oleta i Èvol, la carena que tanca la vall de Noedes, i el seu terme comunal, va cap al Pinosell, la Collada del Gorg Negre, de 2.143,8 m alt, el Pic de la Creu, de 2.164,7, segueix tot el Serrat de la Font de Mills, passa pel Coll de Portus, de 1.739,1, segueix la carena que puja fins al Mont Coronat, de 2.170, poc més tard al Roc de l'Ermità, de 2.053,6, després la Serra Cremada, puja a la Pica del Migdia, de 1.923,5, continua per la Serra de la Pelada, passa per la Collada de Jújols, de 1.756,5, i, girant cap al nord-est, s'adreça a la Roc Roig de la Serra Pelada (o Roca Roja), de 1.669,2. Després per la Socarrada tanca el terme de Noedes per una carena secundària cap al fons de la vall de la Ribera de Noedes.
El punt més alt del terme de Noedes, doncs, és el Roc Negre, de 2.459 m alt; el punt més baix, és la llera de la Ribera de Noedes en el pas de Noedes a Conat, a 743,3 m alt. El poble de Noedes és a 967.
Termes municipals limítrofs:
|       | Mosset | Orbanyà  |
| Censà |        | Conat    |
| Oleta | Jújols | Serdinyà |

### El poble de Noedes

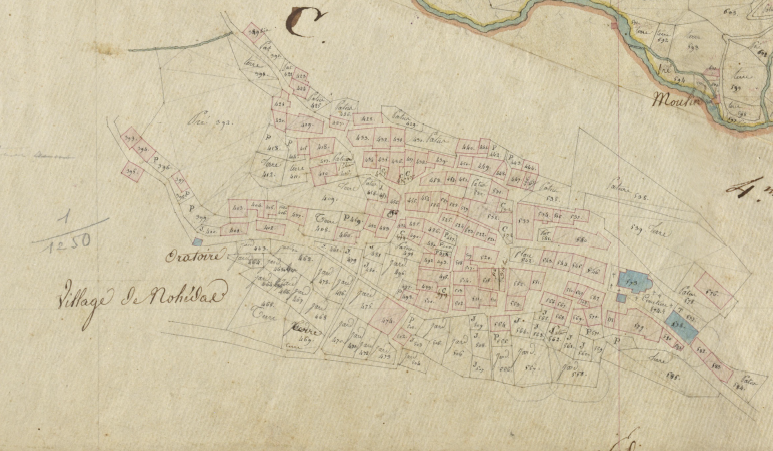
Noedes en el Cadastre napoleònic del 1812 (Arxius Departamentals dels Pirineus Orientals)

Noedes és situat vers 970 metres d'altitud, al sud-oest d'Orbanyà i a l'oest de Vellans i Conat, a prop de l'extrem est del terme comunal, a la part de la vall del riu que presenta un cert eixamplament. El poble, de forma allargassada, però agrupat, és situat en un coster a l'esquerra de la Ribera de Noedes, però a una certa distància del riu. No forma un nucli compacte, ni serva senyals d'haver estat un poble tancat, en forma de cellera.
La seva església, que sempre havia estat sufragània de la de Sant Esteve d'Orbanyà, està situada a la zona central-oriental del poble, amb el cementiri una mica allunyat encara més a llevant. Està dedicada a Sant Martí, i és un bell exemplar d'església romànica rural, de dimensions petites. Fou lleugerament modificada en època moderna, moment en què es construïren els altars barrocs que s'hi conserven, dels segles xvii i XVIII.

### Montellà
L'antic poble de Montellà és a la capçalera de la Ribera de Noedes, a ponent del poble cap de la comuna i a uns 500 metres més d'altitud. Es tractava d'un poble d'hàbitat dispers repartit entre les dues ribes del riu. Està deshabitat, i només hi roman dempeus un edifici agrícola, a part de les restes de diversos masos. Era esmentat des del 1311 (villare de Montiliano).

### Salimans
La Roca de Salimans és, tal vegada, un castell de muntanya. El lloc, de molt difícil accés, conserva una mena d'obelisc de roca, en un lloc que sembla presentar restes de fortificacions. És a cosa d'un quilòmetre i mig al sud de Montellà, a 1.663 metres d'altitud, a la dreta del Rec de l'Hoste. El segle xi està documentada (ipsa rocha de Sexman), i torna a ser-ho el 1412 (rupes castri de Seyman). El terme roca pot ser una referència d'un antic castell.

### Els masos del terme
Noedes té poques construccions aïllades habitades. Tot just es pot parlar del Molí i del Molí Vell. La resta de construccions del terme fora del poble són cabanes (dues cabanes de la Jaça Vella i una anomenada Cabana Vella) i cortals. Entre aquests darrers, trobem: el Cortal de l'Anton, el de la Paculla, el del Blanquer, el del Cardaire, el del Cortier, el de l'Escaler, el de l'Estevenó, el del Favarola, abans del Mallol, tres cortals del Forrilló, el del Ganella, abans del Radondi, o de l'Escaraman, el del Grillot, el del Guilló, abans, del Moll Cremat, el del Josepó, abans del Nabona, el del Just, el del Jan Manau, el del Mallol, un altre del Mallol, abans, del Taurinyà, un tercer del Mallol, abans, del Corties, el del Manau, on altre del Manau, o de la Falguerosa, el del Musolla, el del Nibola, dos cortals del Pacull, el del Patorra, abans del Radondi, dos altres cortals del Patorra, el del Pere Esteve, abans del Peirer, el del Pubill, el del Rebató, el del Reganyà, el del Rius, el del Rostaler, el del Serralló, abans, del Camp del Bac, o del Serradell, un altre del Serralló, el del Torreta i el del Xerrat.
Alguns són noms antics, ja en desús perquè el cortal no es conserva: Cortal del Batlle, del Mallol (un més, a part dels anteriors), del Marí, del Nabona, del Ponceller, del Roc de l'Hoste, o del Ponci, i la Jaça, o Cortal d'en Guilla.
A part, cal considerar la Central Elèctrica, els oratoris del Camí del Camp del Bac i el de les Salines, el Refugi i cinc ponts: el de Coma Pregona, el de la Farga, el de la Molina, el de la Vaca i el de Sant Martí.

### Hidrònims

#### Estanys
En el terme de Noedes hi ha l'Estany del Clot, el Gorg Blau i el Gorg Estelat, tractats posteriorment.

#### Cursos d'aigua
El riu bàsic, a través del qual s'ordena el terme de Noedes, és la Ribera de Noedes, però només rep aquest nom en el darrer tram del seu curs. Anteriorment, i començant per l'extrem nord-occidental del terme, el Gorg Estelat recull tota l'aigua procedent del circ de muntanyes que l'envolten: les del Gorg Blau, que recull el Rec de la Perdiu, i les dels vessants del Roc Negre, els recs dels Rocs i del Gorg, i les altres muntanyes que formes el circ. Des del Gorg Estelat surt cap al sud-est la Ribera del Gorg, que de seguida rep per la dreta el Rec del Pas, o del Pal, i les aigües de la Font de la Miranda. Davallant cap al sud-est, la Ribera del Gorg presenta en més d'un punt una bifurcació del seu curs, que es torna a ajuntar més avall. En el seu pas cap al costat nord de l'Estany del Clot, hi arriba el Rec de la Solana del Gorg. En una de les bifurcacions esmentades, una part de la Ribera del Gorg es desvia cap al sud per anar a alimentar l'Estany del Clot, que també rep el Comall Fosc, abans, Rec de la Font de Mill. Aquest estany s'aboca posteriorment en la Ribera de l'Home Mort, una de les dues branques de la Ribera del Gorg quan arriba a la Partició de les Riberes. En aquest lloc, després de rebre per l'esquerra el Rec del Gispetar, la Ribera del Gorg es bifurca, tal com diu el topònim: cap a llevant, continua la Ribera dels Camps Reials, i cap al sud-est, la de l'Home Mort, ja esmentada.
Aquestes dues riberes deixen enmig els territoris de la Socarrada i de la Cabanassa, el primer amb el Puig de la Socarrada. La Ribera dels Camps Reials rep per l'esquerra els recs dels Canals i de Fontfreda, després, sempre per l'esquerra els comalls de la Falguerosa, de les Feixes, o dels Tretzevents, i del Molí Cremat. La Ribera de l'Home Mort rep per la dreta les aigües procedents de l'Estany del Clot i els comalls de la Font de Mills, de l'Embaus i del Camp del Bac. Tot seguit, just en arribar al lloc on era el poble de Montellà, la de l'Home Mort s'aboca en la dels Camps Reials. Aquesta, abans d'ajuntar-se amb la Ribera de Torrelles rep encara per la dreta el Rec de l'Hoste, amb el Comall de la Ponça i, poc després s'uneix amb la Ribera de Torrelles.
La Ribera de Torrelles, de llarg recorregut, procedeix del sector nord del terme, dels vessants meridionals del Pic de Portapàs i de la Muntanya dels Miquelets. La Ribera de Torrelles neix a la Jaça de les Eugues i a la Jaça Vella de Noedes. D'allí davalla cap al sud-est, mentre recull les aportacions dels comalls del Solà de Torrelles i dels Cortalets, per l'esquerra, i per la dreta el Rec de les Boïgues. Tot seguit, per l'esquerra, els comalls de Terracols i dels Pomers, tots dos anomenats abans, de la Mort dels Colls, per la dreta el de les Gerseres, després per l'esquerra el Comall del Pi, amb el de les Boïgues, tot seguit el de les Bosigues (forma antiga del nom de l'anterior), i després, encara per l'esquerra el de la Mollera, amb la Mollera d'en Verdura.
Formada la Ribera de Noedes per la unió d'aquestes dues riberes, rep per l'esquerra el Rec de l'Eixart i poc després el del Portell; al cap de poc, per la dreta el Comall de la Roureda, amb el Comall Forat i el Rec de Mont Coronat, encara per la dreta rep, seguits, el Comall de la Cauna de l'Aigua, abans, del Terrer de la Cova, la Llisera dels Tallats i la Llisera de l'Ós, per l'esquerra el Rec de les Teixoneres, el Comall de l'Aliguer, el Rec de la Vernosa, o de la Cabrera, i el Comall de la Font, davant del qual, ara per la dreta, doncs, arriba el Rec de la Coma dels Tallats. Tot seguit, la Ribera de Noedes passa pel costat meridional del poble que li dona el nom. Just davant del poble rep per la dreta el Rec de la Coma de Pitxó, troba el Molí Vell, i ran de molí arriba per l'esquerra el Comall de la Font d'Aram, o de l'Abeurador, continuació del Rec de l'Iglésia. Poc després, per la dreta arriba el Rec del Travès, per l'esquerra el Comall de les Salines, per la dreta el Rec del Mallet i la Llisera del Mallet, quasi seguits, després per l'esquerra el Rec de Bertran, part d'avall del Rec Eixut i del Rec de les Creus, i, ja al límit del terme, hi arriba per la dreta el Rec de Mallargona, que duu les aportacions del Comall Fosc, del Comall de la Font de Cóms, del Comall de la Serra Pelada, la Llisera del Roc de l'Emboquidor, del Comall Creux (Buit), del Comall de la Socarrada i del Comall de les Cabres. Tot seguit, la Ribera de Noedes abandona el terme d'aquest nom i entra en el de Conat.

#### Canals d'irrigació
Només n'hi ha tres, a Noedes: el Rec Jújols, el de Noedes i el d'Orbanyà. La resta dels anomenats rec són en realitat torrents.

### Orònims
Uns quants dels topònims de Noedes reflecteixen elements orogràfics o espais geogràfics definits, com obagues: Bac de les Gerseres, Bac del Gorg, o dels Gorgs, Bac de Torrelles i Bac Rissal; boscs: Bosc del Reganyà, Bosc dels Trèmols, Bosc Comunal de Noedes i Bosc Negre; clots: el Clot, el Clot d'en Maria, el Clot Rodon i els Clots d'en Reganyà; colls: Collada de Jújols, Collada del Gorg Negre, Coll de la Mosquetosa, Coll del Mener, Coll de Marçac, Coll de Planyàs, o de Planyes, Coll de Portus, Pas de la Llisera, Pas de l'Entalla, Pas de les Grites, Pas del Mercader, o Mort del Mercader, Pas dels Llops i Pas Estret; comes: Coma del Mallet, Coma dels Tallats, Coma de Mallargona, Coma de Pitxó, Coma Pregona i la Comella; costes: la Costa; coves: Cauna de l'Aigua, Cova del Bulló, Cova de les Encantades, Cova de l'Ós, Cova del Rabató, Cova del Roc del Moro, Cova del Roc dels Naucs i Cova dels Espanyols; esquerdes de la muntanya: l'Esquerda de la Portella, la del Xorra, la de Pantinès, l'Esquerda Grossa, la Petita, la Roja, les Esquerdes de la Griva, les de la Ponça, les de l'Om i les de Mont Coronat; muntanyes: Bernat Salvatge, Mont Coronat, la Muntanya dels Miquelets, Pica del Migdia, Pic de la Creu, Pic de la Mosquetosa, Pic de la Serra, Pic dels Gavets, Pic de Portapàs, Pic del Lloset, o Pic Lloset, Puig de la Socarrada, Puig del Gorg, Roc Roig de la Serra Pelada, o Roca Pelada, Roc de l'Ermita, Roc de Peirafita, Roc Negre; planes: Pla d'Amunt, Pla d'Avall, o de Baix, Pla de la Font, Pla de l'Arca, Pla del Mig i Pla de Neret; serres i serrats: la Serra, Serra Cremada, Serra de la Balmeta, Serra de la Pelada, Serrat de la Font de Mills, Serrat de la Roqueta, Serrat del Clot, Serrat del Cesarà, Serrat de les Roques Negres, Serrat de l'Home, Serrat del Malpàs, Serrat del Roure, Serrat de Remuntarletes i Serrats Pelats, i solanes: el Solà del Cabirol, el de la Iglésia, el del Pla d'Avall, el dels Argelacs, el Solà o Solana de Torrelles, la Solana, la Solana del Gispetar i la Solana del Gorg.

### El terme comunal
Els indrets específics i partides del terme de Noedes són els Agreus, l'Aliguer, l'Amorer, Arletes, l'Avellaneda, les Basses, el Bassolí, Blagatar, les Bosigues, la Cabanassa, el Camí de la Font, el Camp Amagat, el Camp de Capdret, el Camp de Girau, el Camp de la Font, el Camp de la Roca, el Camp de la Tarena, dos Camp del Bac, el Camp del Bosc, el Camp del Clot, el Camp de la Iglésia, el Camp del Mas, el Camp de l'Om, el Camp de l'Ós, el Camp del Patorra, el Camp del Perer, el Camp del Rius, el Camp d'en Pòlit, el Camp de Sant Martí, els Campets, el Camp Gran, els Canals, Canevals, Carbodell, la Carrerada del Record, la Cauna de la Guilla, les Caunes, la Closa del Cosmet, la Collada, la Congesta, els Cortalets, Cotiu, Cotiu del Bessó, les Deveses del Pla d'Avall, Donarès, el Dormidor, les Duesaigües, l'Eixart, l'Embaus, els Embussadors, la Fajosa, la Fajosa del Pla d'Avall, el Falguerar, Falguerosa, la Farga, la Feixa del Sastre, les Feixes del Riu, Font de Fuster, Font de la Sest de Dalt, Font frl Gorg, Font del Vaquer, Fontfreda, els Forcans, el Forn de la Calç, el Forn de la Pega, el Freixe, el Gavetar, el Gispetar, el Gorg del Servi, les Grites, les Hortes, les Illes Enterrades, la Jaça, la Jaça de la Riba, la Jaça de les Eugues, la Jaça dels Bous, la Jaça dels Conataires, la Jaça Enterrada, la Jaça Vella, la Jaça Vella de Noedes, la Jaça Vella d'Orbanyà, la Jaceta de Baix, la Jaceta de Dalt, Jan del Batlle, Jan del Mas, Jan Gavatx, la Llosa, el Lloser, Marçac, la Millada, Miralles, el Molí, el Molí Cremat, el Molí Vell, la Mollera de la Sola, la Mollera del Porràs, la Mollera del Vaquer, la Mollera d'en Verdura, la Mollera de Revell, la Mollera Llonga, les Molleres, les Molleres del Clot, el Mollerot de Mala Terra, els Mollerots del Freixe, Montellà, la Mort del Soldat, Neulàs, la Nevera, l'Orri, l'Otrigàs, Pagesó, Passant de les Molleres, Passant de la Font de la Pega, Patis del Reganyà, els Pelats, el Piló de la Congesta, el Piló de la Miranda, Pinosell, Pi Rodon, Portell, la Portella, el Prat del Carrotxa, el Prat de l'Escaler, el Prat del Jornal, el Prat del Piussa, el Prat del Roc, el Prat del Xico, el Prat de Montau, els Prats de Sant Martí, els Quatre Pallers, la Rasa del Roqueter, el Ras del Petrol, el Record, el Regadís, la Reserva Natural de Noedes, la Riba dels Avets, el Riberal, Roca Blanca, Roca de Salimans, Roca Roja, Roc de Jaumot, Roc de la Cauna de l'Aigua, Roc de l'Agla, Roc de la Sivina, Roc de la Socarrada, Roc del Corbàs, Roc de l'Emboquidor, Roc de les Cabres, Roc de les Creus, Roc de les Espertines, Roc de l'Esquerdàs, Roc del Freixe, Roc del Mont Coronat, Roc del Moro, Roc de l'Ós, Roc dels Coloms, Roc dels Enrics, Roc dels Fagots, Roc dels Llosars, Roc dels Miquelets, Roc de Napoleó, Roc dels Naucs, Roc de Revesnom, Roc de Sant Miquel, Roc de Tapalrec, Roc de Torrelles, Roc de Trencalòs, Roc Espatllat de Baix, Roc Espatllat de Dalt, Roc Maria, Roc Pla, Roc Punxut, Roc Roig, Rocs de la Collada, Rocs de la Murgulla, Roques Negres, el Roqueter, el Roqueter de la Jaça, el Rostaler, la Roureda, el Salador, les Salines, la Salera de la Nevera, la Salera del Dormidor, el Salt de l'Aigua, la Secleta, el Sest de Baix, el Sest de Dalt, els Sills, la Socarrada (dues de diferents), Torrelles, els Tallats, el Tallat del Coc, la Tartera (dues de diferents), la Tartera de la Collada del Gorg, la Tartera de la Miranda, les Teixoneres, el Tossol, la Travessa, Trencacollars, Tretzevents, la Vaca Negra, Ventolà de les Gerseres, la Vernosa i la Vernosa de Marçac.

### Els estanys, o gorgs, de Noedes
Jacint Verdaguer canta els estanys de Noedes, aquí anomenats gorgs, el Gorg Negre (que és en terme d'Oleta i Èvol), el Blau i l'Estelat, en el Cant XII, La Creu del Canigó, del poema Canigó. El fragment és en l'apartat dedicat a la Goja de Galamús:
| «                                    | Adéu, los de Noedes, Estany Negre, Estany Blau i l'Estelat, espills d'eixes pinedes i d'eix cel de safir immaculat! Que tristos ara us miro, tan frescos i rients que us he deixat! | » |
| — Jacint Verdaguer, Canigó, Cant XII | |   |

Aigües avall, hi ha encara l'Estany del Clot, o de les Socarrades, o d'en Clemenç, que recull el curs d'aigua procedent dels dos estanys superiors, el Gorg Blau i l'Estelat.
Els Estanys de Noedes han generat un bon nombre de llegendes i contes populars, a més de l'atracció de nombrosos autors, com ara Jeroni Pau, Pere Antoni Beuter, Joan Margarit, Andreu Bosc, Jeroni Pujades, Narcís Feliu de la Penya, Joan Amades i, sobretot, Jacint Verdaguer.

## Transports i comunicacions

### Carreteres
Una sola carretera travessa el terme de Noedes. Es tracta de la carretera D - 26 (Rià i Cirac - Noedes). La carretera té el seu final en el poble de Noedes.

### Transport públic col·lectiu
Noedes no té cap servei de transport públic habitual. Com altres pobles petits, disposa del TAD (Transport a la demanda).

### Els camins del terme
En un terme tan muntanyós com el de Noedes, hi ha pocs camins. Tanmateix, s'hi poden trobar el Camí de Conòsols, o de la Mosquetosa, el Camí de Jújols, el del Capcir, el de Censà, el d'Orbanyà, el de Vellans, la Ruta de Rià i el Torn del Capcir. De camins interns del terme, també n'hi ha pocs: Camí de la Deplanada, Camí de la Jaça, Camí del Camp del Bac, Camí de l'Hoste, la Tira del Gorg i la Tira de Torrelles.

## Activitats econòmiques
Bona part del terme és de plena muntanya, sobretot roquissars amb una mica de pastures; a la resta, sobretot bosc, per la qual cosa l'explotació de la fusta era una activitat important. El Bosc Comunal de Noedes, el de Noedes - Orbanyà, el Bosc Negre i el Bosc de Jújols són els boscs més destacats del terme. Alguns encara estan en explotació, a través d'una societat estatal especialitzada en boscs comunals. Hi ha tot just una mica de terres, al fons de la vall i en els costers més propers on es produeixen sobretot patates, pomes i farratge en tan sols 20 hectàrees i unes 4 explotacions. Hi ha bestiar boví (una quinzena d'exemplars), oví (un centenar) i cabrum (una trentena), però en poca quantitat. La Reserva Natural de Noedes i l'excursionisme atrauen una certa quantitat de turisme de qualitat. Els Estanys de Noedes, a més, atrauen pescadors de truites.

## Història
El lloc de Noedes està documentat des de l'any 888 (rivo de Noseto), i ho torna a ser el segle xii, ja com a lloc habitat (Nosedes el 1181 i Noheda el 1188).
Noedes pertanyia des del segle xi als senyors, després barons, de Conat, fins que tornà a la corona amb *ere el Cerimoniós. Tanmateix, Ramon de Fullà rebé una part dels drets sobre Noedes, i la seva família els va mantenir fins a mitjan segle xiv. Posteriorment, passà a mans dels senyors de la Vall de Conat, els quals els mantingueren fins a la Revolució Francesa.

## Demografia

### Demografia antiga
La població està expressada en nombre de focs (f) o d'habitants (h)
| 4 f | 5 f | 54 f | 19 f | 301 h | 63 f | 59 f |

Nota:
- 1515: Per a Noedes i Arletes.

### Demografia contemporània
| Evolució de la població |      |      |      |      |      |      |      |      |
| 1793                    | 1800 | 1806 | 1821 | 1831 | 1836 | 1841 | 1846 | 1851 |
| 295                     | 319  | 326  | 414  | 359  | 348  | 323  | 343  | 326  |

| 1856 | 1861 | 1866 | 1872 | 1876 | 1881 | 1886 | 1891 | 1896 |
| ---- | ---- | ---- | ---- | ---- | ---- | ---- | ---- | ---- |
| 367  | 317  | 314  | 290  | 295  | 297  | 314  | 277  | 283  |

| 1901 | 1906 | 1911 | 1921 | 1926 | 1931 | 1936 | 1946 | 1954 |
| ---- | ---- | ---- | ---- | ---- | ---- | ---- | ---- | ---- |
| 241  | 227  | 201  | 144  | 112  | 115  | 66   | 49   | 33   |

| 1962 | 1968 | 1975 | 1982 | 1990 | 1999 | 2006 | 2007 | 2012 |
| ---- | ---- | ---- | ---- | ---- | ---- | ---- | ---- | ---- |
| 28   | 21   | 23   | 26   | 55   | 62   | 70   | 71   | 65   |

| 2015 |
| ---- |
| 65   |

Fonts: Ldh/EHESS/Cassini fins al 1999, després INSEE a partir deL 2004

### Evolució de la població

Població 1962-2008

## Administració i política

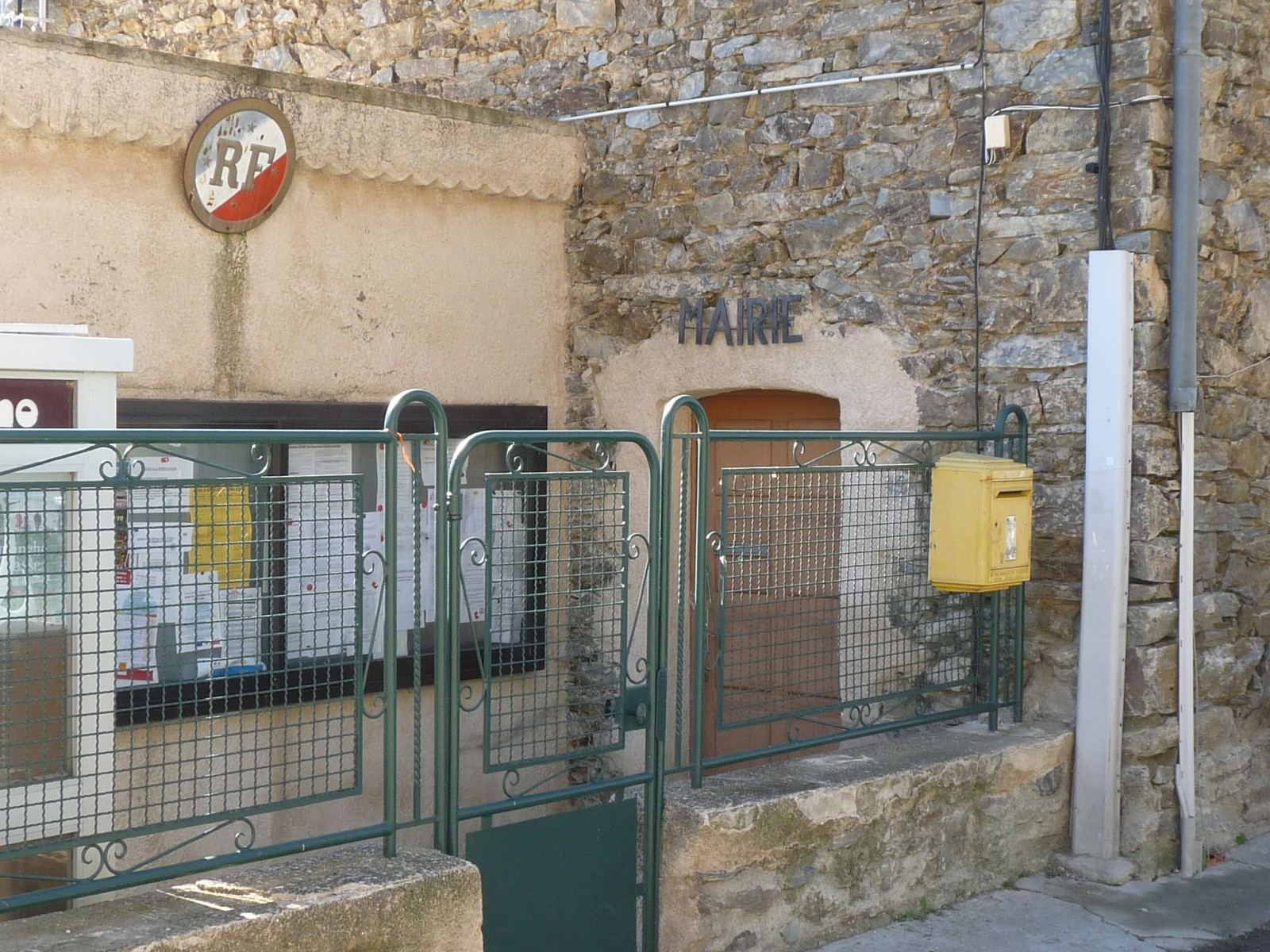
La Casa del Comú de Noedes

### Batlles
| Alcalde        | Període                       |
| -------------- | ----------------------------- |
| Vincent Mignon | Març del 2001 - Moment actual |

### Legislatura 2014 - 2020

#### Batlle
- Vincent Mignon.

#### Adjunt al batlle[11]
- 1a: Conchita Hernandez
- 2n: Philippe Assens.

#### Consellers municipals
- Marie Thérèse Fernbach
- Roger Marc
- Laurent Espinet
- Jean Jacques Boeuf.

### Adscripció cantonal

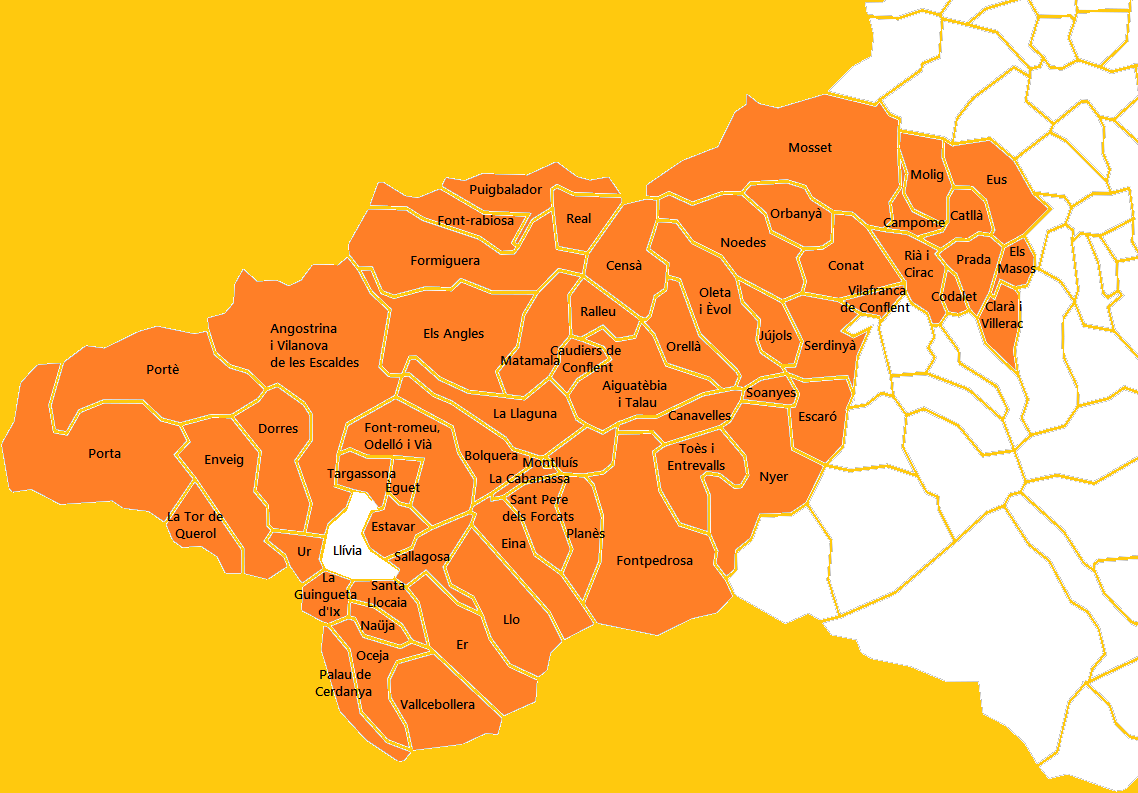
Mapa del Cantó dels Pirineus Catalans

A les eleccions cantonals del 2015 Noedes ha estat inclòs en el cantó número 13, dels Pirineus Catalans, que inclou els pobles d'Angostrina i Vilanova de les Escaldes, Bolquera, Dorres, Èguet, Eina, Enveig, Er, Estavar, Font-romeu, Odelló i Vià, la Guingueta d'Ix, Llo, Naüja, Oceja, Palau de Cerdanya, Porta, Portè, Sallagosa, Santa Llocaia, Targasona, la Tor de Querol, Ur i Vallcebollera, de la comarca de l'Alta Cerdanya, els Angles, Font-rabiosa, Formiguera, Matamala, Puigbalador i Ral, de la del Capcir, i les viles de Montlluís, Prada i Vilafranca de Conflent i els pobles d'Aiguatèbia i Talau, la Cabanassa, Campome, Canavelles, Catllà, Caudiers de Conflent, Censà, Clarà i Villerac, Codalet, Conat, Escaró, Eus, Fontpedrosa, Jújols, la Llaguna, Els Masos, Molig, Mosset, Noedes, Nyer, Oleta i Èvol, Orbanyà, Orellà, Planès, Ralleu, Rià i Cirac, Sant Pere dels Forcats, Sautó, Serdinyà, Soanyes i Toès i Entrevalls, de la del Conflent, amb capitalitat a Prada. Són conselleres per aquest cantó Jean Castex i Hélène Josende, de la Unió de la Dreta.

### Serveis comunals mancomunats
Noedes forma part de la Comunitat de comunes de Conflent - Canigó, amb capitalitat a Prada, juntament amb Prada, Arboçols, Campome, Campossí, Canavelles, Castell de Vernet, Catllà, Clarà i Villerac, Codalet, Conat, Cornellà de Conflent, Escaró, Espirà de Conflent, Estoer, Eus, Finestret, Fillols, Fontpedrosa, Fullà, Jóc, Jújols, Marqueixanes, els Masos, Mentet, Molig, Mosset, Nyer, Oleta i Èvol, Orbanyà, Orellà, Pi de Conflent, Rià i Cirac, Rigardà, Saorra, Serdinyà, Soanyes, Sornià, Tarerac, Taurinyà, Toès i Entrevalls, Trevillac, Vallestàvia, Vallmanya, Vernet, Vilafranca de Conflent i Vinçà.

## Ensenyament i Cultura
A Noedes no hi ha actualment cap establiment escolar. L'escola més propera, per a maternal i primària, és la de Rià, però també queden a prop les escoles de Catllà, Fullà, Prada i Vilafranca de Conflent. Per a continuar estudis, tant a secundària com a batxillerat, els nois i noies de Noedes poden anar als col·legis i liceus de Prada.